# Марозия

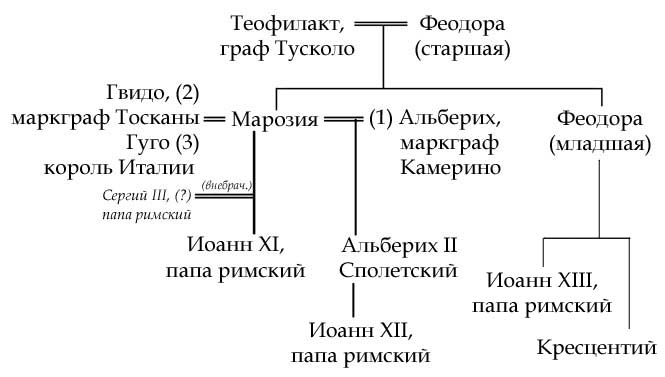
Теофилакты

Маро́зия (Марозия I, Маро́ция; итал. Marozia; 880/892 — 937/954) — дочь римского консула Теофилакта и Феодоры Старшей. Была 3 раза замужем.

## Биография
Отличаясь красотой и лёгким нравом, унаследованными от матери, Марозия имела вместе с ней большое влияние на римских пап X века. Период контроля Марозии и Феодоры над Римом называется порнократией.
Выйдя замуж за маркграфа Камерино Альбериха I, с помощью своего любовника, папы Сергия III, Марозия побуждала мужа, победителя над сарацинами при Гарильяно, захватить власть в Риме. Эта попытка не удалась из-за противодействия папы Иоанна X, и Альберих I был убит.
После этого Марозия вышла замуж за маркграфа Тосканы Гвидо, составила себе сильную партию в Риме, захватила папу Иоанна Х и приказала задушить его в тюрьме. Ближайшие за тем папы Лев VI и Стефан VII (VIII) были ставленниками Марозии, которая после смерти Стефана VII возвела на папский престол своего сына, рождённого от папы Сергия III, Иоанна XI, и стала полной властительницей Рима и Церкви.
Между тем Гвидо Тосканский умер, и Марозия вышла замуж за его единоутробного брата Гуго, короля Арелатского и Итальянского.
Вскоре после свадьбы её сын от первого брака, Альберих II Сполетский, возмутил римлян против матери, выгнал Гуго из Рима, захватил в свои руки власть, отдал под стражу папу и заключил в тюрьму в монастыре Марозию, где она оставалась до самой смерти.
Мужья:
1. Альберих I
2. Гвидо, маркграф Тосканы
3. Гуго Арльский, король Италии

Дети:
1. Иоанн XI
2. Альберих II
3. Сергий
4. Константин
5. Берта